# John Chick
John Stanley Chick (1897. szeptember 22. – 1960. január 21.) walesi származású brit katona, ászpilóta.

## Élete

### Ifjúkora
Chick 1897-ben született Glamorgan megyében, Pontardawe városában. 

### Katonai szolgálata
Feltehetően már rendelkezett katonai múlttal amikor a légierőhöz került, ugyanis a forrás szerint a pilótaképzésének megkezdésekor már alhadnagy volt. A Ruislipi Katona Akadémián tanult repülni, és 1917. május 27-én megszerezte pilótaigazolványát, így ő lett a Brit Birodalom 4735. katonai pilótája. Chick a 11. brit repülőszázad kötelékébe került, és 1918. január 1-jén megszerezte első légi győzelmét egy Albatros D.V-ös típusú német gép lelövésével, bár a győzelem megosztott, ugyanis megfigyelőjével közösen szerezték. Január 28-án újabb légi győzelmet aratott ezúttal egy DFW C típusú gép lelövésével, Reginald Makepeace kapitánnyal megosztva. Ezt követően Chick megfigyelője (a géppuska kezelője) Percy Douglas hadnagy lett, akivel március 12-én mindössze egyetlen nap leforgása alatt 5 igazolt légi győzelmet szerzett. Ez hatalmas teljesítmény, ennek köszönhetően mindketten ászpilóták lettek és megkapták a Brit Katonai Keresztet. Duoglas hadnaggyal 1918 márciusában további 3 légi győzelmet aratott 3 Albatros D.V-ös típusú repülőgép lelövésével. Ezután megfigyelője Eric Gilroy hadnagy lett akivel a háború során még további 6 légi győzelmet aratott. 1918. június 26-án egy repülőbalesetben súlyos sérüléseket szenvedett s további bevetéseken már nem vett részt.
További életéről nincs forrás, 1960-ban hunyt el. 

### Légi győzelmei
| Sorszám | Dátum             | Egysége               | Repülőgépe      | Ellenfele    |
| ------- | ----------------- | --------------------- | --------------- | ------------ |
| 1       | 1918. január 1.   | 11. brit repülőszázad | Bristol Fighter | Albatros D.V |
| 2       | 1918. január 28.  | 11. brit repülőszázad | Bristol Fighter | DFW C        |
| 3       | 1918. március 12. | 11. brit repülőszázad | Bristol Fighter | Ismeretlen   |
| 4       | 1918. március 12. | 11. brit repülőszázad | Bristol Fighter | Fokker Dr.I  |
| 5       | 1918. március 12. | 11. brit repülőszázad | Bristol Fighter | Fokker Dr.I  |
| 6       | 1918. március 12. | 11. brit repülőszázad | Bristol Fighter | Fokker Dr.I  |
| 7       | 1918. március 12. | 11. brit repülőszázad | Bristol Fighter | Fokker Dr.I  |
| 8       | 1918. március 13. | 11. brit repülőszázad | Bristol Fighter | Albatros D.V |
| 9       | 1918. március 15. | 11. brit repülőszázad | Bristol Fighter | Albatros D.V |
| 10      | 1918. március 15. | 11. brit repülőszázad | Bristol Fighter | Albatros D.V |
| 11      | 1918. május 9.    | 11. brit repülőszázad | Bristol Fighter | Pfalz D.III  |
| 12      | 1918. május 9.    | 11. brit repülőszázad | Bristol Fighter | Pfalz D.III  |
| 13      | 1918. május 15.   | 11. brit repülőszázad | Bristol Fighter | Ismeretlen   |
| 14      | 1918. május 15.   | 11. brit repülőszázad | Bristol Fighter | Fokker Dr.I  |
| 15      | 1918. május 15.   | 11. brit repülőszázad | Bristol Fighter | Pfalz D.III  |
| 16      | 1918. május 15.   | 11. brit repülőszázad | Bristol Fighter | Fokker Dr.I  |